# 高槻駅前郵便局
高槻駅前郵便局（たかつきえきまえゆうびんきょく）は、大阪府高槻市にある郵便局。民営化前の分類では無集配普通郵便局であった。

## 概要
住所：〒569-0804 大阪府高槻市紺屋町5-15
1981年（昭和56年）に集配郵便局である高槻郵便局が郊外に移転した際に、旧局舎を利用して設置された郵便局である。そのため、他の無集配郵便局と比べてかなり大きな局舎を持っている。このような例は、八王子市の南大沢駅前郵便局（旧八王子南郵便局局舎）、四日市市の四日市松原郵便局（旧四日市北郵便局局舎）、京都市左京区の京都岡崎郵便局（旧左京郵便局局舎）、高知市の高知本町郵便局（旧高知郵便局局舎）、北九州市八幡西区の折尾丸尾町郵便局（旧折尾郵便局局舎）、熊本市東区の熊本水前寺公園郵便局（旧熊本東郵便局局舎）など、全国で散見される。また民営化に際し、局舎の広さと立地の便利さを生かして、ゆうちょ銀行の直営店が併設された。

### 併設施設
- ゆうちょ銀行高槻店（大阪支店高槻出張所）：取扱店番号401940

## 沿革
- 1981年（昭和56年）9月28日 - 高槻郵便局の新局舎への移転に伴い、旧局舎を利用して無集配普通局として設置[1]。
- 1981年（昭和56年）11月20日 - 郵便振替の小切手払の取扱を開始。
- 1998年（平成10年）9月1日 - 外国通貨の両替および旅行小切手の売買に関する業務取扱を開始。
- 2007年（平成19年）10月1日 - 郵政民営化に伴い、併設されたゆうちょ銀行高槻店に貯金関連業務を移管。
- 2012年（平成24年）10月1日 - 日本郵便株式会社発足。

## 取扱内容

### 高槻駅前郵便局
- 郵便、印紙、ゆうパック、内容証明
- 生命保険、バイク自賠責保険

### ゆうちょ銀行高槻店
- 貯金、貸付、為替、振替、振込、国際送金、外貨両替、トラベラーズチェック、国債、投資信託、変額年金保険
- ATM

## 風景印
- 図柄は高山右近と八丁松原の松並木。局名表記は「高槻駅前」
- 使用開始日は2002年（平成14年）7月1日

## 周辺
- 松坂屋高槻店

## アクセス
- JR東海道本線（JR京都線） 高槻駅（南口）から徒歩約5分
- 阪急京都線 高槻市駅から徒歩約10分
- 高槻市営バス JR高槻駅南もしくは京阪バス JR高槻停留所下車
- 駐車場なし